# Morlock (Fernsehreihe)
Morlock ist eine vierteilige deutsche Politthriller-Reihe mit Götz George in der Hauptrolle, die 1993 und 1994 in der ARD lief.

## Handlung
Carl Morlock ist Unternehmensberater, aber anstatt seinen Großkunden aus der Industrie zu helfen ihren Reichtum zu mehren, versucht er die von ihnen verursachten Umweltschäden zu verhindern.

## Hintergrund
Die Öko-Krimi-Reihe mit dem als Tatort-Kommissar Horst Schimanski bekannten Götz George war aufwendig produziert und wurde von bekannten Regisseuren inszeniert. Produktionsfirma war Bavaria Film. Neben deutschen ARD-Fernsehanstalten traten auch Sender aus Frankreich, Italien und Österreich als Auftraggeber auf. Bereits vor der Erstsendung wurden die Filme auf Video veröffentlicht. Der Erfolg beim Fernsehpublikum blieb gering, zumal die Folgen mittwochs zur Hauptsendezeit gleichzeitig mit Fußballübertragungen liefen. So wurde die Reihe nach vier Folgen eingestellt.

## Folgen
| Titel            | Videoveröffentlichung | Erstausstrahlung | Buch                                    | Regie              | Episodendarsteller                                                                | Produzent    | Kamera              | Schnitt         | Musik                                                                                              |
| ---------------- | --------------------- | ---------------- | --------------------------------------- | ------------------ | --------------------------------------------------------------------------------- | ------------ | ------------------- | --------------- | -------------------------------------------------------------------------------------------------- |
| Kinderkram       | 10. Dez. 1992         | 17. Feb. 1993    | Axel Götz Thomas Wesskamp               | Peter F. Bringmann | Viktoria Brams Christian Doermer Muriel Baumeister Gregor Bloéb Barbara Weinzierl | Michael Hild |                     |                 | |
| Die Verflechtung |                       | 26. Mai 1993     | Dominik Graf Ulrich Limmer Rolf Basedow | Dominik Graf       | Ernst Jacobi Gregor Bloéb                                                         | Michael Hild | Benedict Neuenfels  | Christel Suckow | Dominik Graf Helmut Spanner Paul Vincent Gunia (Titellied Paradox Love, gesungen von Maggie Parke) |
| König Midas      | 16. Juli 1993         | 08. Dez. 1993    | Uwe Wilhelm                             | Klaus Emmerich     |                                                                                   |              | Arthur W. Ahrweiler |                 | Irmin Schmidt                                                                                      |
| Der Tunnel       |                       | 09. März 1994    | Yves Boisset Alain Scoff                | Yves Boisset       | Macha Méril Catherine Wilkening Marc Chapiteau                                    |              |                     |                 | |